# Рюффен, Франсуа
Франсуа Рюффен (фр. François Ruffin) — французский журналист, социальный активист и левый политик, депутат Национального собрания Франции.

## Биография
Родился 18 октября 1975 году в городе Кале (департамент Па-де-Кале), вырос в Амьене. Его отец работал на заводе компании Bonduelle, мать — домохозяйка. В 1999 году учредил сатирическую газету «Факир» (Fakir), в следующем году поступил в Школу журналистов в Париже. В 2003 году он выпустил книгу «Маленькие солдаты журналистики» (Les Petits Soldats du journalisme), в которой рассказал о своей учебе, критикуя сложившуюся систему подготовки журналистов как недемократическую.
Деятельность Рюффена как журналиста фокусировалась на деятельности транснациональных корпораций, включая нарушения трудовых прав и вывод производства из страны. Обычно он приобретал акции компании, что давало ему возможность присутствия на собрании акционеров и вступать в дискуссию с руководством компании. Итоги журналистских расследований Рюффена выходили в его газете «Факир», журнале «Монд Дипломатик» (Le Monde diplomatique), а также на радио France Inter.
В феврале 2016 года Франсуа Рюффен снял документальный фильм «Merci patron!», в котором рассказал об истории двух работников текстильной фабрики, уволенных в связи с её закрытием. Фабрика принадлежала богатейшему человеку Франции Бернару Арно и была закрыта в связи с перемещением производства в Польшу. На протяжении всего фильма Рюффен пытается добиться от Арно выплаты бывшим текстильщикам достойной компенсации в связи с «разрушением их жизни». Фильм был удостоен положительных рецензий во французской прессе и имел коммерческий успех.
Одним из последствий этого фильма стала акция «Ночное стояние» — протестное социальное движение, организаторами и главными вдохновителями которой стали Рюффен, экономист Фредерик Лордон и их коллектив «Объединённая борьба» (Convergence des luttes). Первая акция состоялась 31 марта 2016 года на Площади Республики в Париже, а затем продолжились в других городах Франции и даже соседних европейских странах.
На выборах в Национальное собрание 2017 года Франсуа Рюффен стал кандидатом от созданного им леворадикального и антикапиталистического движения «Пикардийское стояние» (Picardie debout). Он получил поддержку движения «Непокорённая Франция», Французской коммунистической партии, партий «Европа Экология Зелёные» и «Ensemble!», а во втором туре — кандидатки Социалистической партии Паскаль Буастар. Выдвигался по 1-му избирательному округу департамента Сомма и одержал победу, получив во 2-м туре 55,97 % голосов.
В феврале 2019 года опубликовал книгу с критикой президента Макрона под названием «Ce pays que tu ne connais pas» (Эта страна, которую ты не знаешь) и с подзаголовком «Добро пожаловать во Францию, господин Макрон». Книга построена на сопоставлении взглядов президента и Рюффена, окончивших в своё время один и тот же лицей в Амьене.
В результате выборов в Национальное собрание в 2022 году переизбран депутатом по 1-му избирательному округу департамента Сомма. В Национальном собрании является членом Комиссии по социальным вопросам.